# Шахтарське весілля (картина)
Шахтарське весілля (рос. Шахтёрская свадьба) — картина українського художника Михайла Хмелька. Виконана у соціал-реалістичним стилі. Картина написана у 1957 році у Києві. 
Картина брала участь Всесоюзній художній виставці 1957 року.